# Perfusionista
O perfusionista é o membro de uma equipe de cirurgia habilitado para operar a máquina de circulação extracorpórea e demais acessórios, sendo responsável pela manutenção das funções cardiorrespiratórias, do equilíbrio bioquímico, hematológico e hidroeletrolítico do paciente durante o procedimento cirúrgico. Esse profissional deve reunir qualidades como: agilidade, atenção, compromisso, consciência, ética, precisão, responsabilidade e, principalmente, interdisciplinaridade.